# Peter Osgood
Peter Leslie Osgood (* 20. Februar 1947 in Windsor, England; † 1. März 2006 in Slough, England) war ein englischer Fußballspieler, der bei FC Chelsea und FC Southampton bekannt wurde.
Osgood debütierte 1964 im Alter von 17 Jahren beim Londoner Verein FC Chelsea, wo er in seinem ersten Spiel zwei Tore schoss. Während seiner gesamten Zeit bei Chelsea stand er bis 1974 bei 289 Spielen auf dem Feld und erzielte 105 Tore. er wurde von seinen Fans King of Stamford Bridge genannt. Anschließend wechselte er zum FC Southampton und setzte dort seinen Erfolg bis 1978 in 126 Spielen mit 28 Toren fort. 1976 besiegte er mit den „Saints“ Manchester United im Finale des FA Cups.
Für die englische Nationalmannschaft spielte Osgood viermal, allerdings ohne Torerfolge. Sein erstes internationales Spiel fand 1970 gegen Belgien statt. Anschließend zählte er auch zum Kader der Fußball-Weltmeisterschaft 1970. In den Vorrundenspielen gegen die Tschechoslowakei und Rumänien wurde er jeweils eingewechselt.
In der U-23-Mannschaft erzielte er in sechs Spielen vier Tore. Nach seiner Zeit bei Southampton spielte er für rund einen Monat für Norwich City und versuchte neun Monate lang in den USA bei Philadelphia Fury sein Glück, bevor er bei Chelsea seine Karriere beendete.
Peter Osgood starb am 1. März 2006 im Krankenhaus, nachdem er bei der Beerdigung seines Onkels zusammengebrochen war. Seine Asche wurde im Oktober 2006 im Stamford-Bridge-Stadion auf dem Spielfeld unter dem südlichen Elfmeterpunkt beigesetzt.

## Erfolge
- FA Cup: 1970 und 1976
- Europapokal der Pokalsieger: 1971